# Casa Museo Silvestre Rodríguez
El Museo Silvestre Rodríguez es un museo que se encuentra en la localidad de Nacozari de García, en el estado de Sonora, en México.
En 1986 Gobierno del Estado de Sonora compró la casa que fuera propiedad del compositor Silvestre Rodríguez, músico mexicano, en el municipio de Nacozari de García, y fue hasta 1988 que se convierte en museo, honrando así su memoria.
Dicho museo cuenta con un total de siete espacios. Tres salas dedicadas a Jesús García Corona, héroe de Nacozari, otra a Silvestre Rodríguez, una a Manuel S. Acuña, compositor y músico sonorense; una oficina, un anexo que se utiliza para realizar talleres. La extensión total de la casa es de 1,033 m².
El museo recibe aproximadamente 25 personas por mes. Sin embargo, cada 7 de noviembre, conmemoración de la hazaña heroica de Jesús García Corona, el museo recibe hasta 600 personas en un solo día. Su récord de máxima asistencia fue durante el día internacional de los museos en 2016: recibió alrededor de 700 visitantes de escuelas para celebrar dicho día.
La colección se compone de piezas que pertenecieron a Silvestre Rodríguez, así como información sobre su vida e historia de Jesús García Corona. El museo forma parte de la Red Estatal de Museos del Instituto Sonorense de Cultura.